# Здание полковой канцелярии (Чернигов)
Здание канцелярии Черниговского казацкого полка или Дом Лизогуба — памятник архитектуры национального значения и истории местного значения в Чернигове.

## История
Постановлением Совета министров Украинской ССР от 24 августа 1963 года № 970 присвоен статус памятник архитектуры национального значения с охранным № 814 под названием Здание полковой канцелярии.
Решением исполкома Черниговского областного совета народных депутатов трудящихся от 17.11.1980 № 551 присвоен статус памятник истории местного значения с охранным № 44 под названием Здание, где в XVIII веке размещалась канцелярия Черниговского казацкого полка.
Приказом Департамента культуры и туризма, национальностей и религий Черниговской областной государственной администрации от 07.06.2019 № 223 для памятника используется название Здание канцелярии Черниговского казацкого полка. На здании установлена информационная доска.

## Описание
Является одним из немногих примеров жилищной архитектуры Украины конца XVII века, сохранившихся до наших дней; также это одно из двух сохраненных до наших дней административных зданий канцелярий казацких полков. Другое сохраненное — дом канцелярии Киевского казацкого полка в Козельце.
Здание построено в 1690-е годы на территории Детинца с южной стороны городской площади. Одноэтажный, кирпичный, прямоугольный в плане дом с двухскатной крышей. Архитектурный стиль — украинское барокко. Главный фасад направлен на север. Торцевые фасады завершаются треугольными фронтонами.
Небольшие «белые» и «чёрные» сени делят дом на мужскую (западную) и женскую (восточную) стороны, каждая по две комнаты. Это — развитой план типичной украинской «хаты на две половины». Под комнатами располагается 6-камерный погреб, вход в который изначально был в одной из внутренних стен (свод). Лестница в другой стене (свод) вела на чердак. Предположительно, дом начали строить как двухэтажный, о чём свидетельствуют высокие торцевые фронтоны с окнами. Отделка фасадов обогащается и усложняется от восточного фасада к западному и главному северному. Мастерское использование кирпича — характерная черта архитектуры Левобережья XVII—XVIII веков, продолжая древнерусскую традицию, которая была начата в орнаментальном кружеве кирпичной кладки Спасо-Преображенского собора, Пятницкой церкви и других.
Был повреждён во время пожаров 1718 и 1750 годов. В XVIII веке со стороны северного фасада был пристроен тамбур с фигурным фронтом. В XIX веке были разобраны печи, пробиты окна в восточной и западной стенах, южный выход переделан на окно, заменена черепичная крыша на жестяную.
Дом в период 1687—1698 годы принадлежал черниговскому полковнику Якову Кондратьевичу Лизогубу. Затем принадлежал гетману Ивану Степановичу Мазепе. Много раз менялось предназначения здания. В конце XVII — начале XVIII веков здесь размещалась канцелярия Черниговского казацкого полка, затем — Черниговская ратуша, после XVIII — начала XX веков — архив.
После реставрации 1954 года здание было включено в Черниговский архитектурно-исторический заповедник — ныне национальный историко-архитектурный заповедник «Чернигов древний». В 1969 году было вновь реставрировано.

## Галерея

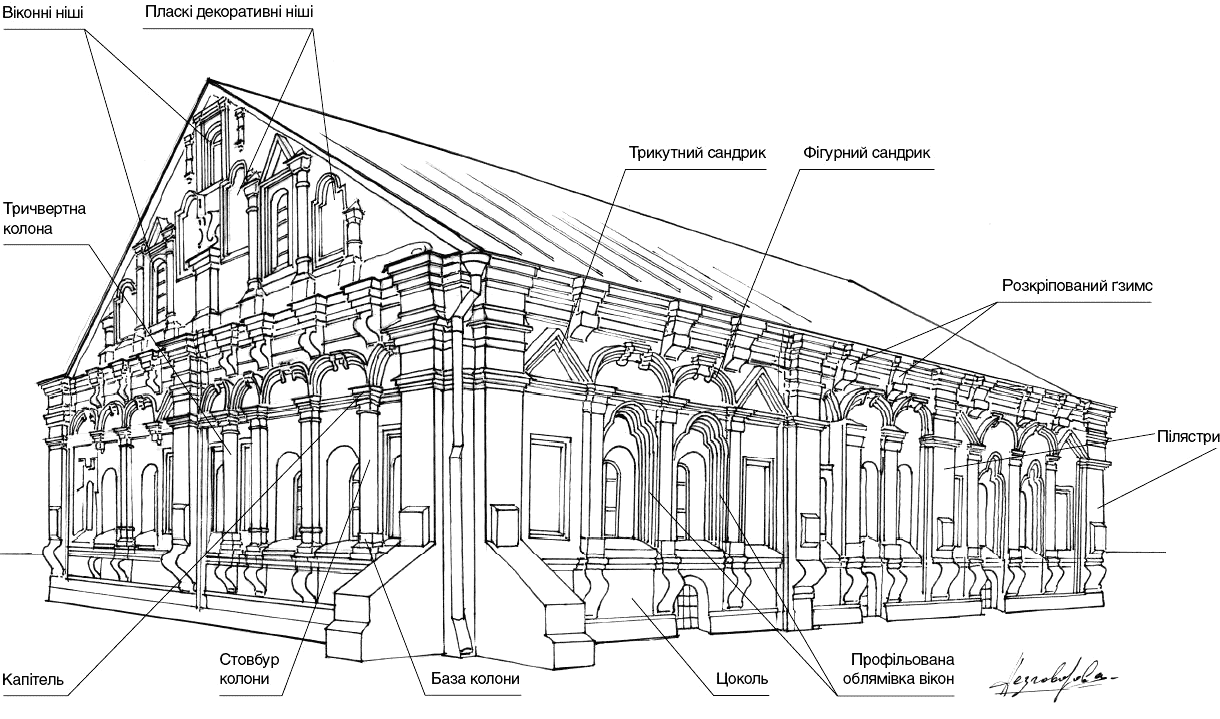
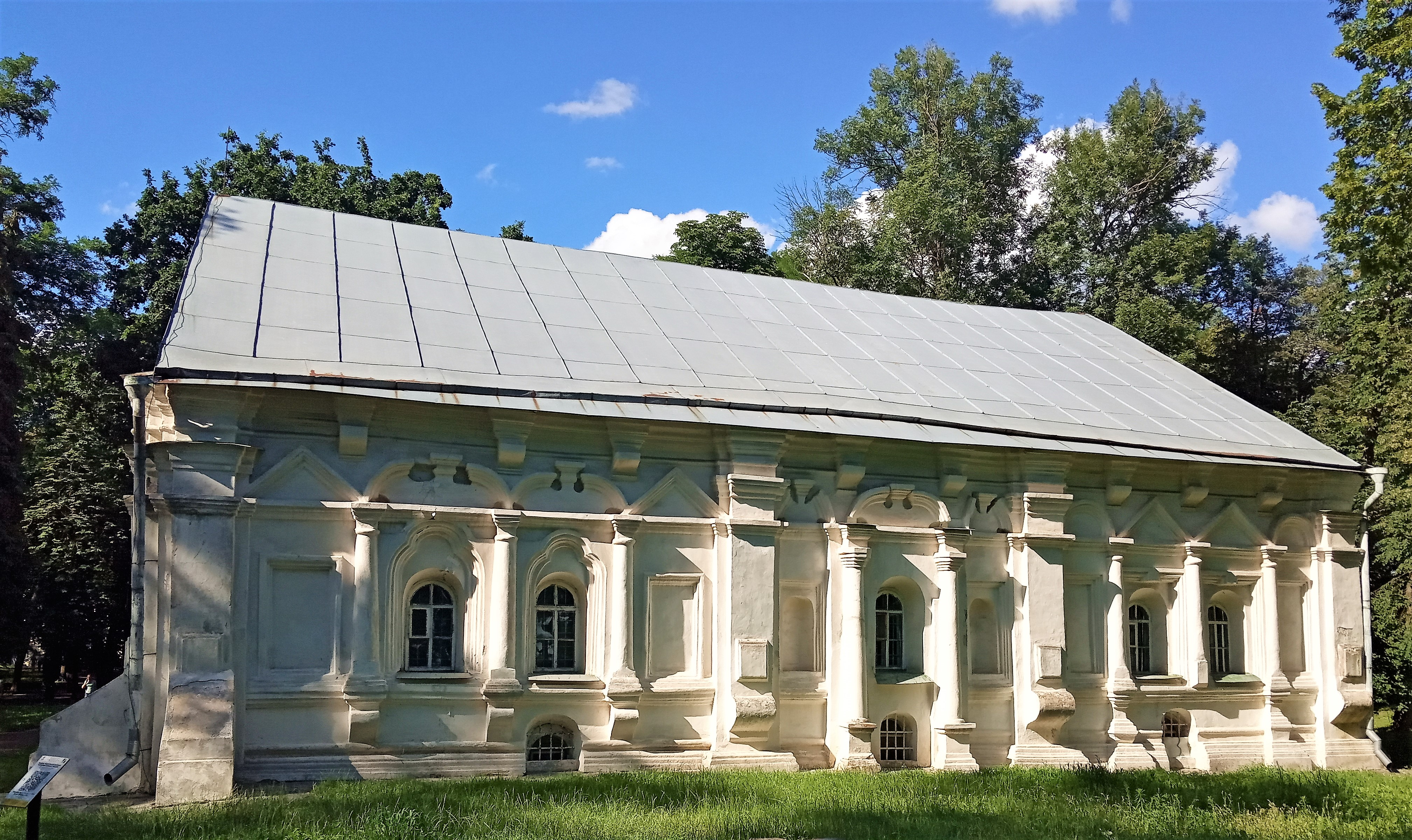
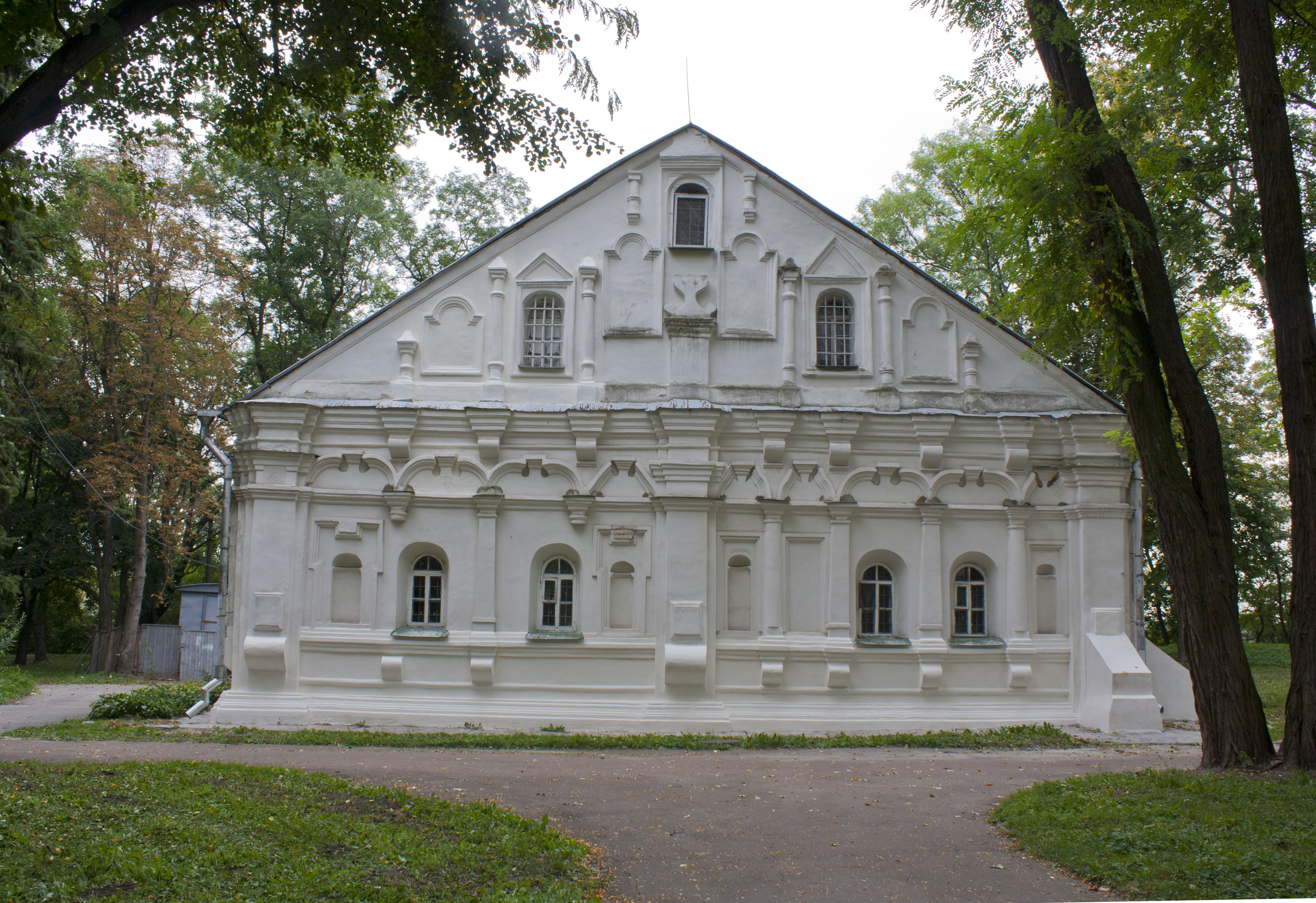
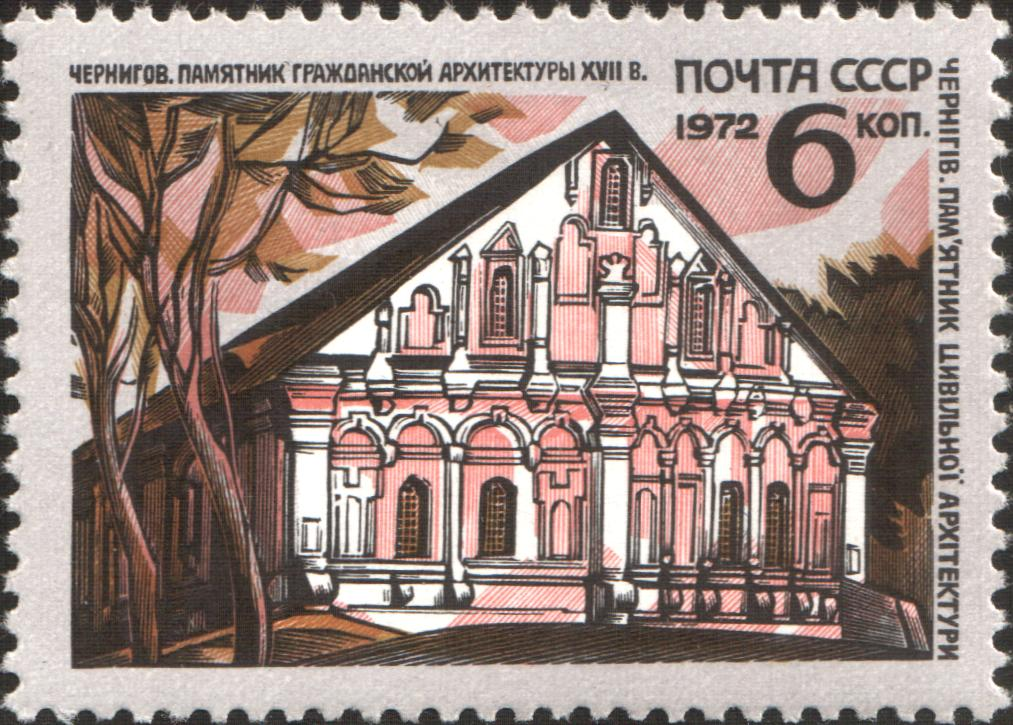
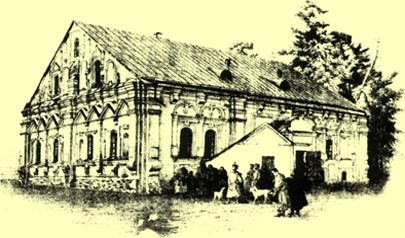